# Radoslav Antl
Radoslav Antl (Kassa, 1978. február 3. –) szlovák válogatott kézilabdázó, balszélső.

## Pályafutása

### Klubcsapatokban
Pályafutását szülővárosában, a Košice csapatában kezdte. Az 1998–1999-es szezonban bajnok és kupagyőztes volt a csapattal. Ezt követően megfordult Japánban, majd visszatért hazájába, és az eperjesi Tatran Prešovban folytatta pályafutását. Kétszer nyert bajnokságot a klubbal és a 2004–2005-ös Bajnokok Ligája-sorozatban továbbjutott csapatával az egyenes kieséses szakaszba. 2005 nyarán a német Bundesligában szereplő TUSEM Essennel írt alá előszerződést, azonban a német klub anyagi nehézségei miatt az átigazolás végül meghiúsult. Antl ezt követően Svájcba, a Grasshopperhez igazolt, ahol két idényt töltött el, majd a városi rivális Amicitia Zürichben folytatta pályafutását. 2008-ban bajnok, egy évvel később kupagyőztes lett a csapattal és a 2008–2009-es idényben elődöntőbe jutott a Kupagyőztesek Európa-kupájában. A következő szezont megelőzően visszatért a Tatran Prešovhoz, akikkel még ötször nyert bajnokságot és ugyanennyiszer Szlovák Kupát. 2016-ban a magyar élvonalbeli Eger-Eszterházy SzSE játékosa lett, ahol két idényen át játszott. 2006-ban és 2014-ben hazájában az év kézilabdázójának választották.

### A válogatottban
A szlovák válogatottal két világ- és három Európa-bajnokságon vett részt, 134 mérkőzésen 538 gólt szerzett.

## Sikerei, díjai
- Szlovák bajnok: 1999, 2004, 2005, 2010, 2011, 2012, 2013, 2014
- Szlovák kupagyőztes: 1999, 2004, 2005, 2010, 2011, 2012, 2013, 2014
- Svájci bajnok: 2008
- Svájci kupagyőztes: 2009
- Az év szlovák kézilabdázója: 2006, 2014

## További információ
- Profil, ehfcl.com